# Пелин
Artemisia или пелини разноврстан је и бројан род биљака из породице главочика (Asteraceae) који чини између 200 и 400 појединачних врста. У природи врсте из овог рода расту углавном у аридним и семиаридним подручјима на обе хемисфере.
Научну систематизацију рода урадио је Карл фон Лине 1753. године, а име рода потиче или од имена старогрчке богиње лова и дивљине Артемиде или од легендарне владарке и ботаничарке из Карије Артемизије II (умрла вероватно 350. године пре нове ере).
Род пелина чине вишегодишње зељасте, полужбунасте и жбунасте биљке, а већина врста је позната по свом горком укусу који добијају од терпеноида и лактона. Цветови су јако мали, а опрашивање се врши искључиво путем ветра. Листови су са горње стране код већине врста прекривени беличастим длачицама. Пелини најбоље расту на сувом, сунчаном и храњивим материјама сиромашном земљишту. 
Неке од најпознатијих врста овог рода су дивљи пелин (A. vulgaris), обични пелин (A. absinthium), естрагон (A. dracunculus), бели пелин (Artemisia herba-alba) и други.

## Основне карактеристике
Биљке из рода пелина су вишегодишње (ретко једногодишње) зељасте и жбунасте биљке висине између 3 и 150 центиметара, са јаким, вретенастим и дрвенастим корењем. Специфичне су по свом горком укусу који добијају од органских једињења терпеноида које садрже листови ових биљака.
Стабла су углавном права, мање дебљине и сребрнасте до беличасте боје. Имају троугласту физиономију. Листови су наизменично распоређени и са једног чвора избија углавном по један лист, сложени су и подељени у више режњева (перасти тип листа). Листови су много крупнији у доњем делу биљке, а са висином им величина опада. 
Цветови су углавном мањи, углавном жути, ређе црвенкасти и формирани у виду метлица. Сваки цветић има јајаст облик, дужине између 1 и 10 милиметара. Пелини су вишедоме биљке, а на једној биљци се налазе и мушки и женски цветови. Опрашивање се врсти помоћу ветра. 
Неке врсте попут естрагона размножавају се углавном преко ризомастог корења.

## Употреба
Код неких припадника овог рода листови су доста ароматични и имају екстремно горак укус, а неки су нашли употребу у прехрамбеној индустрији и у медицини. Естрагон се тако користи као зачинска биљка, а нарочито је популаран као зачин у француској кухињи. Обични пелин се због своје горчине од давнина користио као средство за борбу против бува, мољаца и других инсеката, а данас се користи за ароматизацију алкохолних пића попут вермута и апсинта. На Балканском полуострву производи се карактеристичан ликер пелинковац са интензивном аромом пелина и око 35% алкохола.  
Жбунаста врста  („дрвенасти пелин” или шиба) на Бликсом Истоку користи се као чај у комбинацији са листовима нане. Неколико врста се узгаја као украсне биљке. 
Органско једињење артемисинин и његови деривати који се добијају екстракцијом из листова слатког пелина (Artemisia annua) представљају једно од најефикаснијих средстава у борби против маларије. Једињење сантонин које се налази присутно код врсте Artemisia cina ефикасно делује на избацивање паразита из организма (посебно глиста). Кинески пелин (Artemisia argyi) има широку употребу у традиционалној кинеској медицини. 
Врста Artemisia austriaca благотворно утиче на смањење симптома услед зависности од морфијума.
- Естрагон

## Најпознатије врсте
- − обични пелин
- − слатки пелин
- − кинески пелин
- − естрагон
- − бели пелин
- − римски пелин, понтијски пелин
- − дивљи пелин

-Artemisia mauiensis (Мауијски пелим)
-Artemisia nilagirica (Индијски пелин)
-Artemisia pontica (Римски пелин)